# Broken (minialbum The Berzerker)
Broken – trzeci mini-album formacji The Berzerker. Materiał wydano w roku 2000.

## Lista utworów
1. "Broken" – (4:07)
2. "Inhale" – (4:24)
3. "Herald" – (5:04)
4. "Shoe Polish" – (3:55)

## Twórcy
- Luke Kenny
- Kevin Sharp oraz Dan Lilker (gościnny udział w piosence "Inhale")